# Alexandreia
Alexandreia este un oraș în Grecia.
Alexandreia este un oraș înfrățit cu orașul din romania Năsăud .